# Андрей Гридин
Андрей Гридин е състезател по ски бягане състезавал се за и Казахстан (до март 2013 г.) и България (от март 2013 г.), също и казахстански биатлонист, български маратонец, участник в Зимните олимпийски игри през 2014 г. в Сочи и победител в трети сезон на „Игри на волята“.

## Биография
Роден е в гр. Шчучинск (Щучинск), Кокчетавска област (днес в Акмолинска област), Казахска ССР на 23 юни 1988 г.

## Казахстански спортист
Участва в световни първенства за младежи през 2007 и 2008 г., като печели през 2008 г. бронзов медал на 20 км масов старт в свободен стил и в 2 старта за Световната купа.
В биатлона се състезава в турнира за Европейската купа през сезон 2010/2011, но не се издига над 83-то място и не печели точки. Става шампион на страната в спринта на биатлон.

## Български спортист
През март 2013 г. получава български паспорт и започва да се състезава за страната. Записва още 2 старта за Световната купа.
На олимпиадата в Сочи завършва на 57-о място в скиатлона (15 км класически стил + 15 км свободен стил), 64-то място в спринта свободен стил, и 19-о място в отборния спринт.
В новата си родина открива ново увлечение в спорта: лекоатлетически маратон и ултрамаратон. Към януари 2016 г. вече е натрупал опит и все повече се преориентира към маратона за сметка на ски спортовете. Подобрява националния рекорд на България на 100 км гладко бягане на писта с време 8:29:58 часа.

## Телевизионни участия
Гридин е участник и победител в третия сезон на „Игри на волята“.